# So Near, yet So Far
So Near, yet So Far er en amerikansk stumfilm fra 1912 af D. W. Griffith.

## Medvirkende
- Walter Miller som Howard
- Mary Pickford
- Robert Harron
- Lionel Barrymore
- Elmer Booth